# Mordellistena ruandensis
Mordellistena ruandensis es una especie de coleóptero de la familia Mordellidae.

## Distribución geográfica
Habita en Ruanda.